# محافظة توسان
محافظة توسان هي محافظة تقع في هوانغهاي الشمالية، كوريا الشمالية.